# Valentinská (Praha)
Valentinská je ulice v Praze na Starém Městě v městské části Praha 1, která spojuje Mariánské náměstí s Kaprovou a Širokou ulicí.

## Historie
Valentinská ulice leží na jedné z nejstarších cest na území Prahy. Tudy ve středověku vedla ulice mezi dvěma hrady, o níž píše kronikář Kosmas. Trasa vedla z Vyšehradu dnešní Vyšehradskou třídou kolem Emauzského kláštera, Karlovým náměstím, Spálenou a Husovou ulicí přes dnešní Valentinskou a Kaprovu ulici ke staroměstskému brodu a přes Vltavu na Klárov. Když byl po roce 1158 vybudován kamenný Juditin most, ztrácela Valentinská ulice svůj výhradní komunikační význam, oddělila se od Vyšehradské trasy a podle kostela sv. Valentina se nazývala U svatého Valentina.

## Pamětihodnosti
Kostel sv. Valentina stál na rohu s ulicí Kaprovou v místě domů čp. 58/I a čp. 59/I asi od r. 1253 do r. 1794, kdy byl zbořen. Na Langweilově modelu je vidět, jak zástavba vypadala po zániku kostela. Románský kostelík sloužil přilehlému šlechtickému dvorci, proto se také náměstíčku nebo rynečku, který zde později vznikl, nějaký čas říkalo Ve dvorci.
Současné pojmenování Valentinská je užíváno od 17. století, i když se v 18. století objevuje také název Dolejší ryneček nebo Valentinské náměstí. Hořejší ryneček se říkalo Linhartskému náměstí. Náměstí v těchto místech bylo považováno za nejstarší na pravém břehu Vltavy. Valentinské náměstí s kostelem sv. Valentina, farou čp. 63/I a domem čp. 62/I U pergameníků zaniklo kolem roku 1900 při asanaci.František Ruth se v Královské kronice zmiňuje knížku o Praze z roku 1817, v níž se píše o vykopávkách, které potvrzují pomníky a zdi Marobudova města. Jádro sdělení kamenných reliktech je správné, jen datování musely archeologické výzkumy z let 1974-2017 opravit na 12.-13. století.
Několik domů v ulici patří ke katastru Starého Města, několik ke katastru Josefova. Část ulice je tvořena budovou Městské knihovny, z Valentinské ulice vede vchod do dětského oddělení. Část domu (čp. 59/I) byla v roce 1913 upravena pro Pražské umělecké dílny, které založili pro výrobu kubistického nábytku Josef Gočár, Josef Chochol a Pavel Janák.
Valentinská ulice začíná v křižovatce s ulicí Platnéřskou a vede dále severním směrem. Přibližně po sto metrech z ní vlevo odbočuje ulice Veleslavínova. Po dalších sto metrech se kříží s Kaprovou ulicí a pokračuje až do křižovatky se Širokou ulicí, kde končí. Úsek Široká – Kaprova je jednosměrný od Široké. Objezd budovy Filozofické fakulty UK ulicemi Široká, Valentinská, Kaprova, náměstí Jana Palacha slouží jako bloková smyčka pro ukončení autobusových linek MHD. Aktuálně (leden 2023) je zde ukončena linka 207.

## Domy a instituce
- Nárožní dům čp. 91/I U tří mečů, Valentinská 1 / Platnéřská 15, je novostavba podle plánů Emanuela Dvořáka z roku 1902; v nároží 1. patra je vsazena socha sv. Václava ve zbroji; nejstarší zpráva o domě z roku 1412 uvádí, že majitelem domu byl od roku 1401 lékař krále Václava IV. a pražský arcibiskup Albík z Uničova; k němu se vztahují čtyři reliéfy na obou fasádách 1. patraː 1) Albík léčí krále Václava IV., 2) Albíkova láska k penězům 3) Poprava kacířů 4) Boje s husity. V domě sídlí Slovanský ústav Akademie věd České republiky a Ústav pro jazyk český AV ČR.
- Dům čp. 98/I Městská knihovna v Praze Valentinská 2 / Mariánské náměstí 1 / Žatecká 1; tříkřídlá novoklasicistní budova z let 1924-1929
- Dům čp. 92/I U tří Turků, Valentinská 3; se secesní plastickou výzdobou arkýře (tři poprsí Turků a dívčí hlava).
- Nárožní dům čp. 58/I U sv. Valentina, Valentinská 7 / Veleslavínova 5, nájemní dům s věžičkou v nároží; v letech 1902-1903 postavil Emanuel Dvořák ve stylu historismu, s dekorativními secesními prvky na fasádě; barevná sgrafita s idylickými výjevy z českého venkova namaloval František Filip.[3] V přízemí sídlí prodejna starožitností.
- Dům čp. 57/I Valentinská 9, nájemní secesní dům z let 1908-1909 postavil Josef Vajshajtl.[4]
- Nárožní dům čp. 56/I Valentinská 11 /Kaprova; nájemní secesní dům s nárožním arkýřem a věžičkou s bání; v přízemí kavárna.